# Lacconectus maoyangensis
Lacconectus maoyangensis là một loài bọ cánh cứng trong họ Bọ nước. Loài này được Brancucci miêu tả khoa học năm 2003.